# Manuel Just

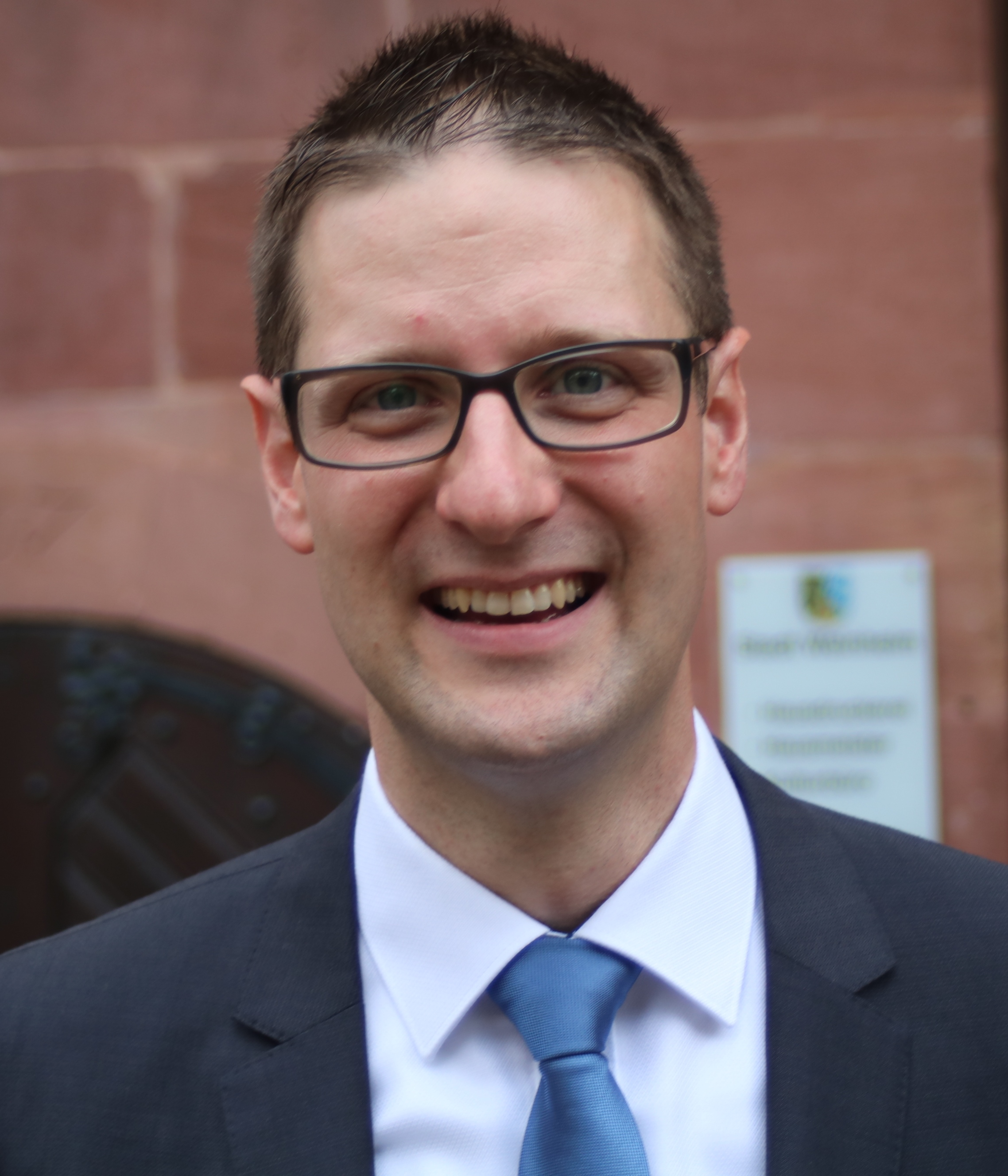
Manuel Just nach seinem Wahlsieg im Juni 2018 vor dem Weinheimer Rathaus

Manuel Just (* 23. August 1978 in Heidelberg) ist ein deutscher Verwaltungsfachmann und Kommunalpolitiker. Er ist seit 2019 Oberbürgermeister der Großen Kreisstadt Weinheim.

## Leben
Just besuchte die Marion-Dönhoff Realschule Brühl / Ketsch und erlangte dort die mittlere Reife. Im Anschluss besuchte er die Carl-Theodor-Schule in Schwetzingen und legte dort 1997 die Fachhochschulreife ab. Nach einjährigem Zivildienst studierte er an der Verwaltungsfachhochschule Kehl, mit Praxissemestern am Landratsamt des Rhein-Neckar-Kreises in Heidelberg, und schloss das Studium als Diplom-Verwaltungswirt (FH) ab. Von 2002 bis 2007 war er bei der Stadtverwaltung Rauenberg als Stadtkämmerer tätig. 
Ab Juli 2007 war er Bürgermeister der Gemeinde Hirschberg an der Bergstraße. Er setzte sich dort im ersten Wahlgang mit 56,3 Prozent der Stimmen gegen vier Mitbewerber durch. 2015 wurde er mit 97,9 Prozent im Amt bestätigt. Im Juni 2018 wurde er zum Oberbürgermeister in Weinheim gewählt, ebenfalls im ersten Wahlgang mit einem Ergebnis von 68,4 Stimmen bei insgesamt sieben Bewerberinnen und Bewerbern. Er konnte sein Amt dort aufgrund einer Wahlanfechtung erst im Mai 2019 antreten und blieb bis dahin Bürgermeister in Hirschberg.
Just ist verheiratet und hat zwei Kinder. Er ist ein ehemaliger Kunstturner bei der Turn- und Sportgemeinde Ketsch. Von 1996 bis 2001 war er dort Jugendwart und Trainer. 

## Politik
An seinem sechzigsten Geburtstag gab Weinheims ehemaliger Oberbürgermeister Heiner Bernhard (SPD) bekannt, nicht für eine dritte Amtszeit zu kandidieren. Nach Bernhards Bekanntgabe erklärte Manuel Just seine Kandidatur. Bei der Wahl im Juni 2018 trat er als parteiloser Kandidat an. Unterstützt wurde er von der CDU, den Freien Wählern und den Grünen/GAL. Die FDP sprach eine Wahlempfehlung zu seinen Gunsten aus.
Die Weinheimer Oberbürgermeisterwahl 2018 fand besondere Beachtung, als die Dauerkandidatin Fridi Miller die Wahl juristisch anfocht, indem sie Verstöße gegen die Datenschutz-Grundverordnung und Missachtung des Neutralitätsgebots der Medien geltend machte. Bis zum offiziellen Amtsantritt von Just im Mai 2019 führte Erster Bürgermeister Torsten Fetzner die Geschäfte im Rathaus von Weinheim.
Bei der Kreistagswahl 2019 kandidierte Just auf Platz 1 der Liste der CDU Weinheim.
Manuel Just war von Januar 2018 bis Mai 2019 Vorsitzender des Nachbarschaftsverbandes Heidelberg-Mannheim. Er war von Juli 2007 bis Dezember 2019 Vorsitzender des Abwasserverbandes Oberer Landgraben sowie Beiratsvorsitzender der Volkshochschule Badische Bergstraße und Musikschule Badische Bergstraße. Er ist Vorsitzender der Regionalen Jugendagentur "Job Central" und des Vereins "Blühende Bergstraße", zudem Sprecher der badischen Bürgermeister im länderübergreifenden Tourismusservice "Die Bergstrasse". Außerdem ist er Mitglied im Verwaltungsrat der Sparkasse Rhein Neckar Nord, Vorsitzender des Wasserzweckverbands Badische Bergstraße, Mitglied des Kreisrats und Vorsitzender des Abwasserverbands Bergstraße.
Im Juli 2025 kündigte Just an, bei der 2026 anstehenden Wahl um das Amt des Landrates des Rhein-Neckar-Kreises zu kandidieren.

## Wissenschaft und Lehre
Just war von Anfang 2006 bis zum Ende 2008 Dozent für „Neues kommunales Haushaltsrecht“ an der Verwaltungs- und Wirtschaftsakademie in Karlsruhe und von September 2010 bis Ende 2010 Dozent für Kommunales Verwaltungsrecht am Studieninstitut Rhein-Neckar. 